# サタデーファンキーズ
『サタデーファンキーズ』は、2022年4月2日から岩手めんこいテレビで毎週土曜日に放送されている生放送の生活情報番組。岩手県内で放送。

## 概要
『土曜は見っと!』時代から続く岩手めんこいテレビの週末情報番組で、2022年3月まで放送されていた『8っぴーサタデー』に代わって始まった番組。
当番組ではA.B.C-Zのメンバー、河合郁人、橋本良亮、塚田僚一のうち何れか1名がメインMCとして出演し、他の2名もVTR出演することがある。また進行役として同局アナウンサーの千田剛裕、石橋美希、三宅絹紗が加わる。
これまでの同種番組と同様に、企業や店舗のPR（インフォマーシャル）、映画情報などで構成されているが、スタジオトークやロケ企画の割合が増えている。
当番組では、今までの番組で使用してきた報道スタジオではなく、「アトリウム」（同局1階ロビー）にセットを組んで放送している。
当番組の前座として、『サタデーファンキーズα』が放送される（10:25 - ）。生中継とインフォマーシャル、視聴者プレゼントで構成される。
前番組『8っぴーサタデー』までは毎年12月31日に特別番組を編成している（当日が土曜でない場合も、特に改題はしない）が、当番組では『サタデーファンキーズα 年末スペシャル』として毎年12月29日に特別番組を編成している。
2023年2月1日から同月2日までの2日間、岩手めんこいテレビのキー局であるフジテレビ制作の情報番組『ぽかぽか』にて本番組が放送されることを同年1月21日に本番組公式Twitterにて発表した。初日である2023年2月1日と最終日である2023年2月2日には、三宅絹紗がスタジオに出演した。
2023年3月11日放送分は東日本大震災の発生から12年を迎える事に伴い、陸前高田市から全編生放送した。この日の放送分のみ番組のテーマソングはA.B.C-Zの「花言葉」に変更され、「映画情報」以外のコーナーを休止した。
MCは2024年より、前年末をもってA.B.C-Zを脱退した河合が単独で務めることとなり、それに伴い番組もリニューアルしている。

## 放送時間
- 10:50 - 11:45（55分間）

### 再放送
- 日曜2:25 - 3:25（土曜深夜）
前日の再放送（本編のみ。「α」の再放送はない）。

## 出演者
☆:岩手めんこいテレビアナウンサー

### MC
- 河合郁人

### 代理MC
- 石塚英彦 (ホンジャマカ)[4]、浜中文一 (俳優)[5]、辰巳雄大 (ふぉ〜ゆ〜)[6]、原嘉孝 (俳優)[7]

### 進行役
- 千田剛裕☆[8]
- 西島芽☆[9]
  - この他、同局アナウンサーが出演。

### レポーター
- 彦摩呂 [10]
- 工藤哲人[注 3]

過去
- 石橋美希☆[11]
- 石塚英彦[12]

### ナレーター
- 野崎一裕[13]
- 岩手めんこいテレビアナウンサー

## 番組テーマソング
- 「NEW START」（木村拓哉）2025年1月より

過去
- 「Nothin' but funky」（A.B.C-Z）[注 4]
- 「蜃気楼ガール」（日食なつこ）2024年

### エンディングテーマ
いずれも過去
- A.B.C-Z
  - 「＃IMA」
  - 「虹になれるなら」(2022年11月19日放送分)
  - 「灯」(2022年12月17日放送分)
  - 「終電を超えて 〜Christmas Night」(2022年12月24日放送分)
  - 「チートタイム」(2023年2月4日放送分)
- ふぉ〜ゆ〜
  - 「大丈夫さ」(2022年12月10日放送分)

## 過去の出演者
☆:岩手めんこいテレビアナウンサー

### ナレーター
- 井上智晶 ☆ [14]
- 細田啓信 ☆ [15]

### MC
- 橋本良亮（ - 2023年12月23日）
- 塚田僚一（ - 2023年12月23日）

※ 何れもA.B.C-Z。うち1名がMCとしてスタジオから生出演し、他の2名もVTR出演する事がある。第1回は3名とも生出演した。
※ コンサートツアー等で3名とも生出演出来ない場合は、A.B.C-Zの所属する株式会社ジャニーズ事務所の先輩や同期又は後輩、石塚英彦もしくは彦摩呂が代理MCを務めるか、全編事前収録とする。2024年1月からリニューアルに伴い、橋本・塚田が卒業した。

### 進行役
- 三宅絹紗☆（ - 2023年12月23日）[20]

## コーナー

### 定期コーナー
- ホンキートーク(2022年4月2日 - )
  - 取材VTRを交えながらトークを行う。[21]
- サタファンタイムズ(2022年4月2日 - )
  - 岩手にまつわるトピックについて深掘りする。
- 湯気に恋して(2022年4月2日 - )
  - 県内の飲食店や入浴施設（＝湯気が出る店舗）の情報。
- いわバス(2022年4月2日 - )
  - バスによるロケコーナー。MCいずれか1名が、バスガイドに扮した三宅と旅をする。[22]
- ヘイ!お待ち!!(2022年4月2日 - )
  - ゲストを交えたトークコーナー。割烹着を着た三宅が岡持ちを持参する。
- 映画情報(2022年4月2日 - )
  - 県内で上映される作品の紹介。
- お便りテーマ紹介(2022年4月2日 - )
  - MCや進行役が視聴者から募集したお便りテーマのFAX・メール・ツイッターを紹介する。コーナー開始当初から2023年3月25日放送分までは番組で読まれた場合のプレゼントが番組特製QUOカード500円分だったが、2023年4月1日放送分からは番組で読まれた場合のプレゼントが番組特製QUOカード2000円分に変更された。

### 過去のコーナー
- サタファンクイズ(2022年4月2日 - 2023年3月25日)
  - 放送内容に関するクイズが出題され正解すれば現金1万円プレゼントで、不正解や留守の場合は次週にキャリーオーバーされる。コーナー終了に伴い、『土曜は見っと!』（1994年 - 2000年3月）から『8っぴーサタデー』(2016年4月9日 - 2022年3月26日)、『サタデーファンキーズ』まで続いた放送内容に関するクイズを出題するコーナーは、29年の歴史に幕を閉じる事になった。
- 石橋美希の旬感!バシちゃんねる(2023年4月1日 - )
  - 石橋による生中継。
- いわて応援! FigHT(2023年4月1日 - )
  - MC3人が其々の分野で、岩手を盛り上げる内容。
    - 河合:野球、橋本:料理、塚田:体操。

## サタデーファンキーズα
- 本編の前に放送される前座番組。冒頭はイベント・新店舗などの生中継「サタ生」と本編のPRを放送し（この部分のみ生放送）、それ以後は収録済みのパブリシティや番組宣伝、プレゼントで構成する。本編のMCは出演しない[23]。全編収録の場合もある。

### 放送時間
- 10:25 - 10:50（25分間）

### レポーター
- 吉田有希、森川のどか、六串しずか、小林茉里奈、櫻小路あいか ほか
- 同局アナウンサー

### 進行
- 本編進行の岩手めんこいテレビアナウンサー[24]